# Urban Lindhe
Urban Lindhe, född 30 januari 1912, död 3 mars 1984 i Djursholm, var under flera årtionden Sveriges och Skandinaviens ledande fastighetsmäklare. I en bransch, som vid denna tid huvudsakligen bestod av enmansföretag, hade han 72 anställda. Han hade ett flertal avdelningskontor, främst i Stockholm med förorter. Han var den ende hedersledamoten i Auktoriserade Fastighetsmäklares Riksförbund, AFR, nuvarande Mäklarsamfundet.
Lindhe var först med att i sina objektannonser använda en logotyp. På en tidningssida med många små villaannonser från skilda mäklare dök Lindhes karaktäristiska logotyp upp på många ställen. Dessutom var Lindhe väldigt frikostig med reklam i alla slags lokala telefonkataloger och liknande.
Lindhe använde alltid prissättningsmetoden "Begärt pris med prutmån" i snitt 14 procent. Först till kvarnen fick köpa, förutsatt att prutningen ej var alltför stor och att den godtogs av säljaren.
Underställda mäklare hade månadslön nästan oberoende av försäljningsresultat. Under krisåren 1980-82 gick därför verksamheten med kraftiga underskott, som drabbade Lindhe personligen, eftersom hela den stora verksamheten bedrevs som hans enskilda firma och ej i bolagsform. 
Urban Lindhe omkom med sin fru i en bilolycka. Hans dödsbo försattes sedan i konkurs och hans anställda mäklare skingrades. Konkursförvaltaren ville sälja rätten till det inarbetade namnet Urban Lindhe, men Urban Lindhes syskon inlade sitt veto. 
1986 startade fastighetsmäklare Christer Melkerson företaget Urban Lindhe Fastighetsbyrå AB, som hade upp till tio anställda mäklare. 1990 avslöjades att registreringen såsom aktiebolag byggde på en till bolagsbyrån (Bolagsverket sedan 2004) ingiven handling, i vilken en person som hette Urban Linde var aktieägare och undertecknare för att möjliggöra registreringen av bolagsnamnet Urban Lindhe. Företaget upphörde.
Urban Lindhe är gravsatt i minneslunden på Djursholms begravningsplats.